# Cariaco (paroisse civile)
Pour les articles homonymes, voir Cariaco.
Cariaco est l'une des cinq paroisses civiles de la municipalité de Ribero dans l'État de Sucre au Venezuela. Sa capitale est Cariaco, chef-lieu de la municipalité.